# جورجيا (فيرمونت)
جورجيا (بالإنجليزية: Georgia, Vermont)‏ هي بلدة تقع بولاية فيرمونت في الولايات المتحدة. تبلغ مساحتها 117 (كم²)، وترتفع عن سطح البحر 111 م، بلغ عدد سكانها 4375 نسمة في عام 2000 حسب إحصاء مكتب تعداد الولايات المتحدة وتصل الكثافة السكانية فيها 42.8 نسمة/كم2.

## أعلام
- دانيال بلس
- غاردنر كوينسي كولتون
- جويل ديوي

## وصلات خارجية
- The US50 - Cities and Towns in Vermont State
- Vermont Cities and Towns, Facts, Map, Flag, Colleges, Government, and More